# Francesco Antonio Calegari
Francesco Antonio Calegari fou un religiós franciscà i compositor italià, de l'últim terç del segle xvii i mort el 1742).
Fou mestre de capella del convent de mínims de Venècia des del 1702 fins al 1724, passant després a desenvolupar el mateix càrrec a Pàdua. Resten d'ell una Salve, un Salm, una Cantata i el tractat teòric Ampia dimostrazione degli armoniali musicali tuoni.